# Белый, красный и…
«Белый, красный и…» (итал. Bianco rosso e...) — итальянский художественный фильм 1972 года с Адриано Челентано и Софи Лорен в главных ролях. Картина снята Альберто Латтуадой в период с сентября 1971 года по январь 1972 года.

## Сюжет
События фильма разворачиваются во время изгнания итало-ливийцев из Ливии и экономического кризиса в начале 1970-х гг. Сестра Джермана (Германа) недавно пережила смерть жениха-нефтяника, приняла обет монашества и вместе с другими депортируемыми возвращается из Ливии в Италию. Она становится во главе северной провинциальной больницы Piazza имени инженера-бальзамировщика Горини. В больнице множество проблем, забастовки персонала и переполненные палаты, одно из помещений вовсе служит музеем «экспонатам» бальзамировщика. Джермана полностью берёт в свои руки управление учреждением, участвует в операциях, договаривается с персоналом и наводит порядок.
Один из пациентов атеист и коммунист Анни́бале Пецци, хромой от неправильно сросшейся ноги, фактически живёт в больнице уже два года, иногда помогает работникам больницы с подсобными делами и врачам с санитарными обязанностями при операциях. Главный врач не решается его выписать, поскольку вреда он не приносит, а вот его товарищи-однопартийцы в мэрии могут возмутиться. Между Джерманой и Аннибале постепенно складываются сложные отношения. Он пытается ухаживать за сестрой и одновременно спорит с ней на политические и религиозные темы. Джермана отвергает его ухаживания, намекая ему на то, что нужно перестать бояться жизни и покинуть стены больницы. Аннибале утверждает, что под влиянием Джерманы начал самостоятельно изучать медицину и скоро станет врачом — и с переменным успехом ставит уколы.
После закрытия градообразующего предприятия — яйцефабрики — и массовых сокращений профсоюзы города проводят акцию протеста и в ней принимает участие Аннибале. Протестующие перекрывают автомагистраль. Пытающиеся скрыться преступники проезжают по магистрали и сбивают Аннибале, пытавшегося их остановить. Его доставляют в больницу, и он умирает на руках у Джерманы.

## В ролях
- Адриано Челентано — Аннибале Пецци
- Софи Лорен — сестра Джермана (Германа)
- Фернандо Рей — главный врач
- Хуан Луис Гальярдо — Гвидо
- Луис Марин — ливийский офицер
- Джузеппе Маффиоли — доктор Арриги
- Пилар Гомес Феррер — сестра Тереза
- Патриция Де Клара — сестра Катерина
- Тереса Рабаль — Лиза
- Валентине — Мартина
- Тина Омон — сеньора Риччи
- Антонио Альфонсо — Джино
- Альдо Фарина — Валенцани
- Алессандра Муссолини — сестра Джермана (Германа) в детстве

## Премьера
- Италия: 31 марта 1972 года.
- Испания: 11 сентября 1972 года.
- ФРГ: 10 марта 1973 года.
- Франция: 21 августа 1974 года.